# Вест-Ліберті (Огайо)
Вест-Ліберті (англ. West Liberty) — селище (англ. village) в США, в окрузі Лоґан штату Огайо. Населення — 1770 осіб (2020).

## Географія
Вест-Ліберті розташований за координатами 40°15′22″ пн. ш. 83°45′31″ зх. д. / 40.25611° пн. ш. 83.75861° зх. д. (40.256241, -83.758560).  За даними Бюро перепису населення США в 2010 році селище мало площу 2,90 км², уся площа — суходіл.

## Демографія
Згідно з переписом 2010 року, у селищі мешкало 1805 осіб у 736 домогосподарствах у складі 436 родин. Густота населення становила 622 особи/км².  Було 799 помешкань (275/км²).
Расовий склад населення:
| - 96,1 % — білих - 1,3 % — чорних або афроамериканців - 0,6 % — азіатів - 0,1 % — вихідців з тихоокеанських островів - 0,1 % — корінних американців |

До двох чи більше рас належало 1,7 %. Частка іспаномовних становила 0,8 % від усіх жителів.
За віковим діапазоном населення розподілялося таким чином: 25,2 % — особи молодші 18 років, 51,6 % — особи у віці 18—64 років, 23,2 % — особи у віці 65 років та старші. Медіана віку мешканця становила 41,0 року. На 100 осіб жіночої статі у селищі припадало 80,5 чоловіків;  на 100 жінок у віці від 18 років та старших — 70,9 чоловіків також старших 18 років.
Середній дохід на одне домашнє господарство  становив 55 098 доларів США (медіана — 48 413), а середній дохід на одну сім'ю — 66 831 долар (медіана — 57 829). За межею бідності перебувало 7,9 % осіб, у тому числі 5,8 % дітей у віці до 18 років та 9,9 % осіб у віці 65 років та старших.
Цивільне працевлаштоване населення становило 757 осіб. Основні галузі зайнятості: виробництво — 31,3 %, освіта, охорона здоров'я та соціальна допомога — 21,7 %, мистецтво, розваги та відпочинок — 9,2 %, роздрібна торгівля — 9,1 %.